# Јаши-кишињевска офанзива
Јаши-кишињевска офанзива, названа по два велика града у зони операција — Јашију и Кишињеву, била је совјетска офанзива против сила Осовине која се одиграла у источној Румунији од 20. до 29. августа 1944. 2. и 3. украјински фронт Црвене армије су се сукобили са групом армија Јужна Украјина, коју су чиниле комбиноване немачке и румунске формације, са циљем да се поврати Молдавска ССР и униште снаге Осовине у овој области, чиме би се отворио пут у Румуниију и даље на Балканско полуострво.
Исход офанзиве је било опкољавање и унишавање немачких снага, што је омогућило Совјетима да покрену брз продор у источну Европу. Офанзива је такође натерала Румунију да раскине савез са Силама Осовине и пређе на страну Савезника.

## Битка
После преласка совјетско-румунске границе, снаге Црвене армије избиле су до 15. јуна 1944. на линију ријека Молдова—Бравичени—ријека Реут—Дњестар—Црно море, на којој су их зауставиле немачко-румунске снаге. Совјетске снаге на десној обали Дњестра образовале су 4 мостобрана, највећи јужно од Бендерија. Све до половине августа ниједна ни друга страна нису испољиле знатнију активност: совјетске снаге припремале су се за нове офанзивне операције, а немачко-румунске снаге ојачавале су одбрану ширег рејона Јаши—Кишињев. Одбрани поменутог рејона немачка Врховна команда придавала је велики значај, како због заштите нафтоносних поља Плоештија, тако и због тешких политичких последица које би на Балкану изазвао продор совјетских снага кроз централну Румунију. Ослонцем крила и бокова на масив Карпата и Црно море, фронт је бранила немачка група армија јужна Украјина (генерал Јоханес Фрајснер) од Страже од Дњестровског лимана. Лиман). Главне снаге немачке групе армија јужна Украјина (6.и 8. армија) затварале су јашијевски-кишињевски правац од мостобрана Бендерија до ријеке Сирета; десно и лево одбрану су организовале
помоћне снаге — румунска 3. и 4. армија. Група армија јужна Украјина укупно је у свом саставу имала 41 пјешадијску дивизију, 5 оклопних дивизија, 1 моторизовану дивизију и 5 пјешадијских бригада, са око 643.000 немачко-румунских војника, 7618 артиљеријских оруђа и минобацача, 404 тенка и самоходних оруђа и 810 авиона. Сем тога у Румунији се налазило још око 57000 немачких војника, у саставу немачких полицијских снага и СС-јединица и румунска 1. армија од 4 пешадијске дивизије.
Користећи се расположивим временом (4 месеца), конфигурацијом земљишта (водене препреке, обронци Карпата), и од раније постојећим фортификацијским објектима, Немци и Румуни добро су се утврдили, изградивши читав систем ровова по фронту и дубини. Нарочито је солидно била утврђен простор између ријеке Прут и ријеке Сирета, посебно рејони Јаши и Таргу Фрумос (350 армирано-бетонских бункера). По дубини, систем одбране ослањао се на фортификацијски уређене положаје дуж река: Бик, Ботна, Чага, Когиљник, Прут, Барлад, Сирет и Бистрица. Од ушћа Сирета у Дунав до Аџудa изграђен је фокшанијски утврђени рејон, ради затварања Фокшанијских врата. Користећи се повољним протезањем линије фронта, совјетска Врховна команда одлучила је да нанесе концентричан удар из рејона северно од Јашија и из главног мостобрана на десној обали Дњестра ка Леову и Фалчu, ради окружења и уништења противникових снага у ширем рејону Јаши—Кишињев. У наредној етапи совјетске снаге требало је да преко Фокшанија, Галацa и Измаила продру у унутрашњост Румуније и Бугарске ради њиховог избацивања из рата. У складу са таквом идејом операције, 2. украјински фронт (27, 40, 52, 53. армија, 4. и 7. гардијска, 6. оклопна армија,
3 самостална корпуса – оклопни, моторизовани и коњички – и 5. ваздухопловна армија), под командом генерала Родиона Малиновског, добио је задатак да након пробоја одбране немачке 8. армије на одсеку Таргу Фрумос—Јаши, надире главним снагама низ ријеку Прут општим правцем ка Леову и Фалчу, а помоћним да обезбеђује десни
бок дејством низ ријеку Сирет и ка Карпатима. Снаге 3. украјинског фронта (5. ударна, 37, 46, 57. армија самостални 4. гардијски оклопни корпус и 7. моторизовани корпус) генерал Фјодор Толбухина требало је да наступају главним снагама из мостобрана јужно од Бендерија, преко Селемета ка Хушију, Леову и Фелчу ради спајања са 2. украјинским фронтом. Део снага 3. украјинског фронта, у садејства са Црноморском флотом и Дунавском флотилом, требало је да разбије румунску 3. армију и тиме обезбеди леви бок главних снага. Сем садејства у разбијању румунске 3. армије, Црноморска флота (адмирал Филип Октјабрски) требало је да у даљим дејствима овлада лукама
Констанцом, Вамом и Бургасом. Совјетска Врховна команда одредила је маршала Семјона Тимошенка, да обједињује дејства оба фронта.
Оба совјетска фронта имала су у свом саставу 929.000 људи; 16 079 топова (без противавионских) и минобацача; 1404 тенка и 1759 авиона (без морнаричке авијације).
- Фјодор Толбухин
- Семјон Тимошенко
- Филип Октјабрски
- Родион Малиновски
- Јоханес Фрајснер

Наступање снага 2. и 3. украјинског фронта почело је једновремено — рано изјутра 20. августа 1944. Други украјински фронт прешао је у напад на главном правцу са 27. и 52. армијом у првом
ешелону, после јаке авијацијске и артиљеријске припреме која је трајала 1 час и 30 минута. Тактичка дубина немачке 8. армије била је пробијена већ до 12 часова. То је омогућено и јаком концентрацијом артиљерије (на сваки километар фронта у зони пробоја, концентрисано је 240 артиљеријских оруђа и минобацача). У пробој је одмах убачена 6. оклопна армија из другог ешалона, главним снагама правцем Васлуј – Фалчу, а помоћним ка Хушију и Леову. До краја дана совјетске снаге продрле су у дубину до 16 км на фронту ширине око 30км. Уз подршку 5. ваздухопловне армије главне снаге 2. украјинског фронта успеле су да већ наредног дана (21. августа) обухвате са запада јашијевску-кишињевску групацију непријатеља, остваривши продор дубине до 60 км на фронту ширине од 120 км. Истога дана совјетска 52. амрија заузела је Јаши, 7. армија Таргу Фрумос, док су 4. и 40. армија успешно обезбеђивале бокове главних снага. Да би зауставио даљи продор совјетских снага, генерал Јоханес Фрајснер је с три пешадијске и једном оклопном дивизијом предузео противудар из рејона источно од Романа ка Јашију. Пошто су те немачке снаге још у покрету доспеле под удар совјетске авијације, а потом и совјетских оклопних снага, Немци су били принуђени на одступање. Трећи украјински фронт прешао је у напад главним снагама (37. и 57. амиија) са мостобрана јужно од Бендерија, такође, после јаке авијацијске и артиљеријске припреме од 1 час и 45 минута. И ту је густина концентрације артиљеријског оруђа и минобацача на фронту пробоја била иста као и код 2. украјинског фронта. Првог дана остварен је пробој дубине око 12 км, на ширини од 40 км. Наредног дана (21. августа) изјутра, маршал Толбухин увео је покретну групу (4. оклопни и 7. моторизовани корпус) правцем Селемет—Леово и до вечери остварио пробој дубине до 30 км на фронту ширине од око 40 км.
Да би задржао противника, командант немачке 6. армије увео је из резерве 13. оклoпну дивизију, коју је одмах затим разбила совјетска 37. армија у рејону Ермоклија. Покретна група Фронта (4. и 7. корпус) заузела је 22. августа Гура Галбенеји и Чимишлију и с југоистока обухватила немачку јаши-киштњевску групацију. Тим продором дубине 70—90 км је једновремено одсечена румунска 3. армија од немачке 6. армије и набачена према обали Црног мора. Са фронта ј на њу вршила притисак совјетска 46. армија која је наступала према Молдови и даље на југ, а такође и оперативна група генерал Александра Бахтина која је ноћу 22/23. августа, уз помоћ Дунавске флотиле, форсирала Дњестровски лирман и сутрадан овладала Белгородом-Дњистровским. Због опасности од окружења, команда групе армија јужна Украјина наредила је 22. августа да немачка 6. армија одступи западно од ријеке Прута, а румунска 3. армија да се повуче јужно од Дунава. Али, маневар извлачења осујетиле су совјетске снаге брзим продорима. Пошто су одбиле немачки противудар ка Јашију, главне снаге 2. украјинског фронта продужиле су наступање и 23.августа заузеле Хуши, а наредног дана избиле на ријеку Прут код Леова, где су се спојиле са снагама 3. украјинског фронта. Тиме је био затворен обруч око главне противникове групације. Веома брзо је био затворен и шири спољни обруч око противникових снага, продором совјетске 6. оклопне армије 2. украјинског фронта до Бирлада и Фелчуа (24. августа), и избијањем главних снага 3. украјинског фронта на линију Чадир-Лунга – Фелчу.
У међувремену (23. и 24. августа), помоћне снаге 3. украјинског фронта (46. армија и група генерала Александра Бахтина) окружиле су и уништиле главнину (око 4 дивизије) румунске 3. армије. Дунавска флотила пробила се у ушће Дунава и десантним акцијама заузела 24. августа луке Вилковe и Килија. Деснокрилне снаге 3. украјинског фронта (5. армија) заузеле су истога дана Кишињев у садејству са 4. армијом 2. украјинског фронта. Низ ријеку Сирет и ка гребену Карпата успешно су дејствовале 7. гардијска и 40. армија из састава 2. украјинског фронта; оне су до 24. августа заузеле Таргу Њамц, Роман и Бакау, одбациле румунску 4. армију према гребену Карпата и тиме обезбедиле десни бок главних снага 2. украјинског фронта. До 25. августа потпуно је завршено окружење јаши-кишињевске групације противника, јачине око 22 дивизије, а уједно су створени услови за продор према Фокшанијским вратима, Галацу и Измаилу. Ликвидација окружених снага је, углавном, довршена 27. августа. Истина, део окружтх снага успео се пробити јужно од Хишија, али је и та групација уништена до 29. августа. Група од око 10.000 војника, која се извукла према Карпатима, сустигнута је у међуречју ријека Сирет—Тротуш где је уништена. Док су слабије снаге 2. и 3. украјинског фронта вршиле ликвидацију окружених противничких снага, главне снаге продирале су даље на југ, гонећи делове разбијене противникове групе армија јужна Украјина. Пошто је разбио одбрану Немаца на Фокшанијским вратима, 2. украјински фронт је 27. августа заузео Фокшани, 30. августа Плоешти, а наредног дана Букурешт. Трећи украјински фронт је у садејству са Дунавском флотилом 26. августа заузео Измаил, 27. августа Галаци, 28. августа Браилу, а до 8. септембра ослободио севену Добруџу и избио на бугарску границу. До 9. септембра Црноморска флота заузела је Сулину, Констанцу, Варну и Бургас.
У међувремену, 23. августа 1944. избио је у Букурешту оружани устанак. Свргнута је профашистичка влада Јон Атонескуа, а нова влада објавила је 24. августа рат Немачкој. Совјетске снаге ушле су 30. августа у ослобођени Букурешт. Јаши-кишињевска операција представља једну од најизразитијих уништавајућих операција у Другом светском рату. За свега 10 дана погинуло је и заробљено око 256.000 Немаца и Румуна. Преостале снаге разбијене противникове групе армија нису више представљале озбиљнију препреку остварењу стратегијских циљева који су, као непосредни резултат победе веома брзо остварени: поред пада профашистичког режима у Румунији, Бугарска је затражила примирје 5. септембра, а 4 дана касније објавила рат Немачкој. У резултате победе спада и продор совјетских снага у Панонску низију, избијање 6. септембра на југословенско-румунску границу код Турну Северина, форсирање Дунава 22. септембра 1944. на одсеку Оршова—Турну Северин и спајање са снагама НОВЈ.
- Дијелови 5. ударне армије, Трећег украјинског фронта марширају током Јаши-кишњевске операције крајем августа 1944.
- Совјетски тенкисти и румунски цивили, лето 1944.
- Совјетски тенкови улазе у Јаши
- Јединице Црвене армије у ослобођеном Кишњеву, 24. август 1944.
- Војници Црвене армије у нападу током Јаши-кишињевске офанзива
- Црвена армија у Букурешту
- Совјетски тенкови у Румунији септембар 1944.
- Црвена Армија у ослобођеном Букурешту